# Seututie 515
Pour les articles homonymes, voir Route 515.
La route régionale 515 (finnois : Seututie 515) est une route régionale allant de Uimaharju à Joensuu jusqu'à Romppala à Kontiolahti en Finlande,,.

## Présentation
La seututie 515 est une route régionale de Carélie du Nord.

## Parcours
- Uimaharju
- Ahveninen
- Kaltimonlahti
- Käkkärä
- Romppala